# Jutta Jol
Pour les articles homonymes, voir Jol.
Jutta Jol (4 février 1896 à Metz - 26 octobre 1981 à Berlin) est une actrice allemande de l'entre-deux-guerres. Elle joua notamment dans Der Tiger von Eschnapur de Richard Eichberg en 1938.

## Biographie
Justine Jutta Blanda Hermine Gehrmann naît le 4 février 1896, à Metz, une ville de garnison animée d'Alsace-Lorraine. Après la Première Guerre mondiale, elle se destine au théâtre. En 1924, elle prend le nom de scène Jutta Jol et se tourne vers le cinéma. Jutta Jol y interprète principalement des rôles secondaires. En 1938, elle tourne avec ses compatriotes William Guldner et Charles Willy Kayser sous la direction de Richard Eichberg. Jutta Jol arrête sa carrière en 1942, après le tournage de Mit den Augen einer Frau.
Jutta Jol s'éteignit le 26 octobre 1981, à Berlin, en Allemagne.

## Filmographie
- Mit den Augen einer Frau de Karl Georg Külb (1942) : la femme de chambre ;
- Pedro soll hängen de Veit Harlan (1941) : une habitante de la ville ;
- Le Tombeau hindou (Das indische Grabmal) de Richard Eichberg : la servante indienne ;
- Der Tiger von Eschnapur de Richard Eichberg (1938) : rôle de la jeune femme auprès d’Irene Traven[3] ;
- Die gelbe Flagge (Le drapeau jaune) de Gerhard Lamprecht (1937) : Ines, l’infirmière ;
- Mädchen für alles de Carl Boese (1937) : une femme de chambre ;
- Die göttliche Jette de Erich Waschneck (1937) ;
- Ave Maria de Johannes Riemann (1936) : une nonne ;
- Regine de Erich Waschneck (1935) ;
- Liebe, Tod und Teufel de Heinz Hilpert  (1934) ;
- Wenn am Sonntagabend die Dorfmusik spielt de Charles Klein ;
- Ein Lied geht um die Welt de Richard Oswald (1933) ;
- Eine von uns de Johannes Meyer (1932) ;
- Wellen der Leidenschaft de Vladimir Gajdarov (1930) : Leida, la fille du port ;
- Die Schmugglerbraut von Mallorca de Hans Behrendt (1929) : Manuela ;
- Ein kleiner Vorschuß auf die Seligkeit de Jaap Speyer (1929) : Alice ;
- Rutschbahn de Richard Eichberg (1928) : Sonja, l’amie de Helis ;
- Die Leibeigenen de Richard Eichberg (1928) : Sonja Kurganow ;
- Der gefesselte Polo de Léo Lasko (1928) : Lotte Holt ;
- Eheferien de Victor Janson (1927) : d’Erika ;
- Rosenmontag de Rudolf Meinert (1924).